# Tomás de Aquino, Príncipe de Castillón
Tomás de Aquino y Aquino, Príncipe de Castillón (Régio da Calábria, 9 de julho de 1669 - Pamplona, 6 de setembro de 1721) foi Vice-rei de Navarra. Exerceu o vice-reinado de Navarra entre 1713 e 1721. Antes dele o cargo foi exercido por Pedro Manuel Nuño Colón de Portugal e Ayala. Seguiu-se-lhe Gonzalo Chacón.